# ال رتورنو
ال رتورنو (انگلیسی: El Retorno) نام شهری در کشور کلمبیا است.